# Katherine Langford
Katherine Langford, född 29 april 1996 i Perth, är en australisk skådespelare. Hon är känd för rollen Hannah Baker i Netflix-serien Tretton skäl varför (13 Reasons Why), baserad på boken med samma namn. Langford har även spelat biroller i filmerna Love, Simon (2018) och Knives Out (2019).

## Bakgrund och familj
Langford föddes i Perth, Western Australia, Australien, och är uppvuxen i Applecross, en förort till Perth. Hon är den äldsta dottern till Elizabeth Langford, en barnläkare och Stephen Langford, också läkare och direktör för sjukvård vid Royal Flying Doctor Service. Hennes yngre syster Josephine Langford är också skådespelerska. Hon gick på Perth Modern School, där hon studerade musik och drama, och var idrottskapten och en nationellt rankad simmare.
Under sin tid på gymnasiet var Langford intresserad av medicin och politik, utöver musikalisk teater. Under 2012 deltog den sexton år gamla Langford på en Lady Gaga-konsert, Born This Way Ball, som inspirerade henne att lära sig att spela piano. Hon la ut videor på sig själv när hon sjöng tre egna låtar som hon själv skrivit: "I've Got a Crush on Zoe Bosch," "Young and Stupid," and "3 Words". "Young and Stupid" är en antisjälvmords-sång som hon skrev 2013, efter att tre tonåringar i Perth tog sina liv. Under sitt sista år på Perth Modern, slutade Langford att simma och bytte fokus till musik och skådespel.
Efter examen i gymnasiet var Langford fast besluten att bli skådespelare. Men hon avvisades från alla skådespelarskolor som hon sökte på, på grund av att hon var för ung och inte hade tillräckligt med livserfarenhet. Detta ledde till att hon började anmäla sig till skådespelskurser och workshops i Perth, hon hade tre deltidsjobb och senare hittade hon en agent som skulle hjälpa henne att bli skådespelerska. Från 2014 till 2015 studerade Langford vid Principal Academy of Dance & Theatre Arts, där hon avlade examen i musikteater och deltog i en produktion av Godspell. Samma år utbildade sig hon vid Nicholsons Academy of Screen Acting och fick rollen som Juan Perons älskarinna i produktionen  av Evita 2015. Langford erbjöds en plats på Bachelor of Arts-programmet in Acting vid Western Australian Academy of Performing Arts 2016, men hon registrerade sig aldrig och fortsatte i stället att spela professionella roller.

## Karriär
Langford spelade först roller i flera små oberoende filmer som t.ex. Story of Miss Oxygen (2015), Imperfect Quadrant (2016) och Daughter (2016). Hon spelade huvudpersonen i Daughter, som debuterade på Filmfestivalen i Cannes 2016. Under 2016, efter att ha avslagit erbjudandet från Western Australian Academy of Performing Arts, hade Langford en audition för Will, en tv-serie med inriktning på William Shakespeares unga liv. Hon fick inte rollen, utan det blev Olivia DeJonge som fick spela rollen.
Langford gjorde audition för rollen som den amerikanska gymnasiestudenten Hannah Baker, i Netflix mystiska dramaserie Tretton skäl varför (13 Reasons Why), över Skype. Hon hade bara 10 dagar på sig att få ett visum eftersom hon inte hade arbetat i USA tidigare. Hon har fått mycket uppskattning från kritiker för sitt arbete i TV-serien. Langford forskade på rollen och pratade med en representant för kampanjen för sexuellt övergrepp "It's On Us", och med en psykiater som specialiserat sig på tonåren. Langford kom tillbaka med rollen i den andra säsongen av serien, släppt den 18 maj 2018. Den 25 maj 2018 bekräftade Langford att hon inte skulle återvända som Hannah Baker i seriens tredje säsong.
Langford deltog i sin första spelfilm, The Misguided, en dramakomedi av Shannon Alexander, som hade premiär i januari 2018. Hon spelade också som Leah i filmen Love, Simon år 2018, som är inspirerad på åldersromanen Simon mot Homo Sapiens Agenda, av Becky Albertalli.
Den 12 september 2018 kom det ut att Langford hade fått en roll i den kommande TV-serien Cursed. Langford kommer att spela rollen som Nimue, en tonårsflicka som är avsedd att bli "Lady of the Lake". Serien är baserad på romanen med samma namn av Frank Miller och Tom Wheeler. Den hade premiär på Netflix den 17 juli 2020.
I oktober 2018 fick hon en roll i Avengers: Endgame. Men hennes scener klipptes bort från den slutliga filmen, men Bröderna Russo avslöjade att Langford hade spelat rollen som en tonårsversion av Tony Starks dotter Morgan. Hennes scen togs bort när förändringarna med att byta skådespelare förvirrade publiken, och regissörerna insåg att det inte fanns någon känslomässig koppling till karaktärens äldre version.

## Filmografi

### Filmer
| År   | Titel       | Roll          | Anmärkningar |
| ---- | ----------- | ------------- | ------------ |
| 2018 | Love, Simon | Leah Burke    |              |
| 2019 | Knives Out  | Meg Thrombrey |              |
| 2020 | Spontaneous | Mara Carlyle  |              |

### TV
| År              | Titel          | Roll          | Anmärkningar                            |
| --------------- | -------------- | ------------- | --------------------------------------- |
| 2017–2018; 2020 | 13 Reasons Why | Hannah Baker  | Huvudroll (säsong 1–2); gäst (säsong 4) |
| 2018            | Robot Chicken  | Steffy (röst) | Avsnitt: "No Wait, He Has a Cane"       |
| 2020            | Cursed         | Nimue         | Huvudroll                               |
| 2022            | Savage River   | Niki Anderson | Huvudroll                               |

## Utmärkelser och nomineringar
| År   | Utmärkelse                 | Kategori                               | Nominerat arbete | Resultat  | Ref.          |
| ---- | -------------------------- | -------------------------------------- | ---------------- | --------- | ------------- |
| 2017 | Australians In Film Awards | Screen Australia Breakthrough Award    | N/A              | Vann      | [ 27 ]        |
| 2017 | Gold Derby Awards          | Breakthrough Performer of the Year     | 13 Reasons Why   | Nominerad | [ 28 ]        |
| 2018 | Golden Globe Awards        | Best Actress – Television Series Drama | 13 Reasons Why   | Nominerad | [ 29 ] [ 30 ] |
| 2018 | MTV Movie & TV Awards      | Best Actor in a Show                   | 13 Reasons Why   | Nominerad |               |
| 2018 | People's Choice Awards     | The Drama TV Star of 2018              | 13 Reasons Why   | Nominerad |               |
| 2018 | Satellite Awards           | Best Actress – Television Series Drama | 13 Reasons Why   | Nominerad | [ 31 ] [ 32 ] |